# Prionops retzii
El prionopo de Retz (Prionops retzii) es una especie de ave en la familia Prionopidae, antiguamente incluido en la familia Malaconotidae.

## Distribución y hábitat
Se lo encuentra en Angola, Botsuana, República Democrática del Congo, Kenia, Malawi, Mozambique, Namibia, Somalia, Sudáfrica, Suazilandia, Tanzania, Zambia, y Zimbabue.
Sus hábitats naturales son los bosques secos subtropicales o tropicales, manglares subtropicales o tropicales, y zonas arbustivas húmedas subtropicales o tropicales.